# Fryderyk I Gonzaga
Fryderyk I Gonzaga (ur. w 1441, zm. 14 lipca 1484) – kondotier, markiz Mantui od 1478 roku z rodu Gonzagów.

## Życiorys
Fryderyk był najstarszym synem markiza Mantui Ludwika III Gonzagi i Barbary, córki margrabiego brandenburskiego Jana Alchemika z rodu Hohenzollernów. W 1463 roku poślubił Małgorzatę, córkę księcia bawarskiego Albrechta III. W kolejnym dziesięcioleciu Fryderyk doczekał się trzech córek i trzech synów z tego związku, w tym najstarszego syna i późniejszego następcy na tronie Franciszka oraz Zygmunta, późniejszego kardynała. Pozostawał w służbie księcia Mediolanu Galeazzo Maria Sforzy. 
Gdy w 1478 roku zmarł ojciec, Fryderyk został markizem Mantui, choć część terytorium księstwa musiał oddać swoim braciom. Krótki okres panowania Fryderyka był wypełniony aktywnym uczestnictwem w polityce włoskiej, w tym w licznych wojnach (głównie przeciwko Wenecji). Chciał umocnić dynastię poprzez korzystne mariaże swoich dzieci. Zaangażował się także w działalność budowlaną – zarówno świecką (przebudowa twierdz na granicy państwa oraz pałacu książęcego), jak i kościelną.